# Jardine Hall

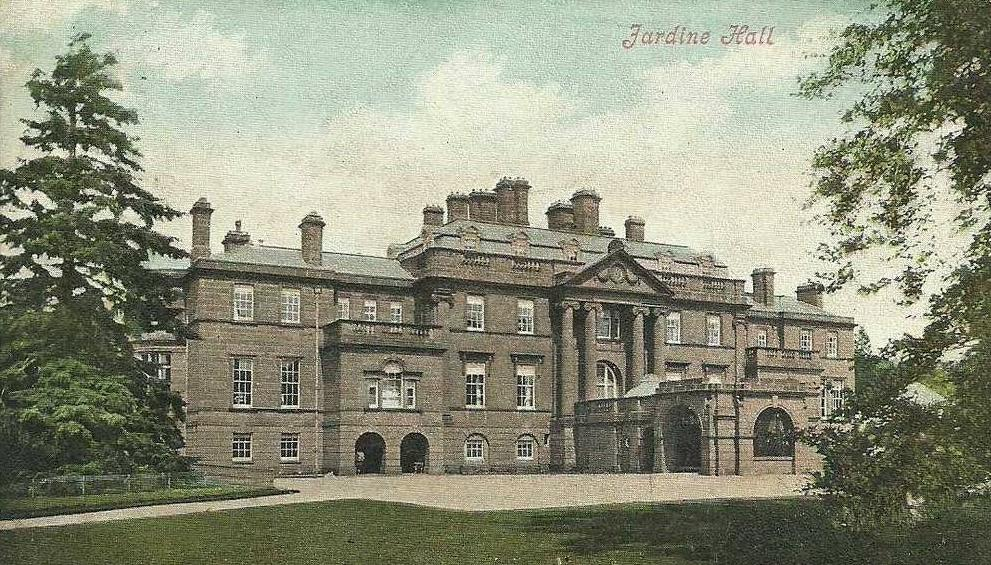
Jardine Hall

Jardine Hall war ein Herrenhaus in einer dünnbesiedelten Region von Dumfries and Galloway nahe der Ortschaft Templand und nahe dem linken Ufer des Annan. Die zugehörigen Stallungen wurden 1971 in die schottischen Denkmallisten zunächst in der Kategorie B aufgenommen. Die Hochstufung in die höchste Denkmalkategorie A erfolgte 1988.

## Geschichte
Jardine Hall wurde 1818 fertiggestellt. Der Entwurf wird dem schottischen Architekten James Gillespie Graham zugeschrieben. 1892 wurde es nach Plänen von Edward May substanziell erweitert. 1964 wurde Jardine Hall abgebrochen. Verschiedene Außengebäude existieren jedoch bis heute.

## Stallungen
Die Stallungen befinden sich etwa 100 m östlich des ehemaligen Standortes von Jardine Hall. Eine Plakette weist das Baujahr 1825 aus. Möglicherweise entwarf Gillespie Graham das Bauwerk. May überarbeitete 1896 vermutlich die Nord- und Ostflanken.
Vier längliche Gebäude umschließen einen Innenhof vollständig. Ihr Mauerwerk besteht aus rotem Sandstein der grob zu Quadern behauen wurde. An der Westseite führt ein rundbögiger Torweg mit flankierenden Pilastern auf den Hof. Er ist klassizistisch gestaltet und schließt mit einem wuchtigen Glockenturm. Der sich verjüngende Turm weist einen quadratischen Grundriss auf und setzt sich mit einem zylindrischen Segment fort, das mit einer Kuppel mit Wetterfahne schließt. Die Kanten sind mit Säulen gestaltet. Runde Öffnungen am zylindrischen Körper legen eine Verwendung als Taubenhaus nahe. Entlang der flankierenden Westfassade sind Rundbogenfenster verbaut. Die abschließenden Giebel sind mit stilisierten Giebeldreiecken gestaltet.
2008 wurden die Stallungen in das Register gefährdeter denkmalgeschützter Bauwerke in Schottland aufgenommen. 2014 wurde ihr Zustand als schlecht, jedoch mit mäßigem Risiko auf Verschlechterung eingestuft.